# Chiheru de Sus, Mureș
Chiheru de Sus (în maghiară Felsőkőhér) este un sat în comuna Chiheru de Jos din județul Mureș, Transilvania, România.

## Vechea mănăstire
Înainte de 1753 trăiau în ea câteva călugărițe greco-catolice. În anul 1753 o parte din averea mănăstirii a fost sechestrată de baronul Pavel Bornemisza, iar cealaltă parte de sătenii ortodocși. În 1774 mai avea un singur călugăr. Cel din urmă călugăr a fost, după tradiție, Gligoraș. Pe locul unde a fost mănăstirea se afla în anul 1919 o grădină cu pomi fructiferi.
Pe Harta Iosefină a Transilvaniei din 1769-1773 (Sectio 144), localitatea a apărut sub numele de „Felso Kõher”.

## Obiectiv memorial
Cimitirul Eroilor Români din Al Doilea Război Mondial a fost amenajat în anul 1944 și are o suprafață de 396 mp. În acest cimitir sunt înhumați 53 eroi, din care 39 cunoscuți și 14 necunoscuți.

## Imagini

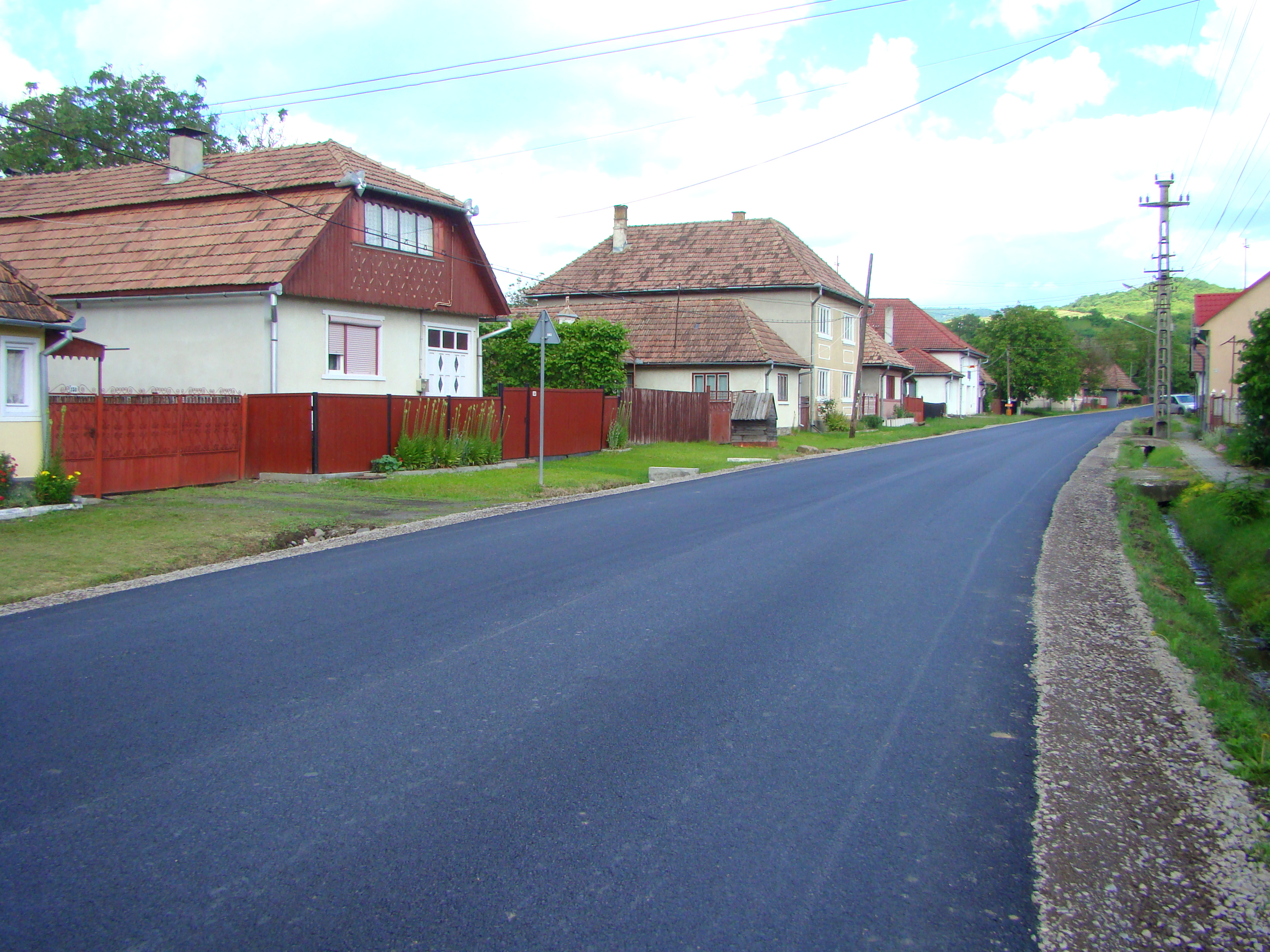
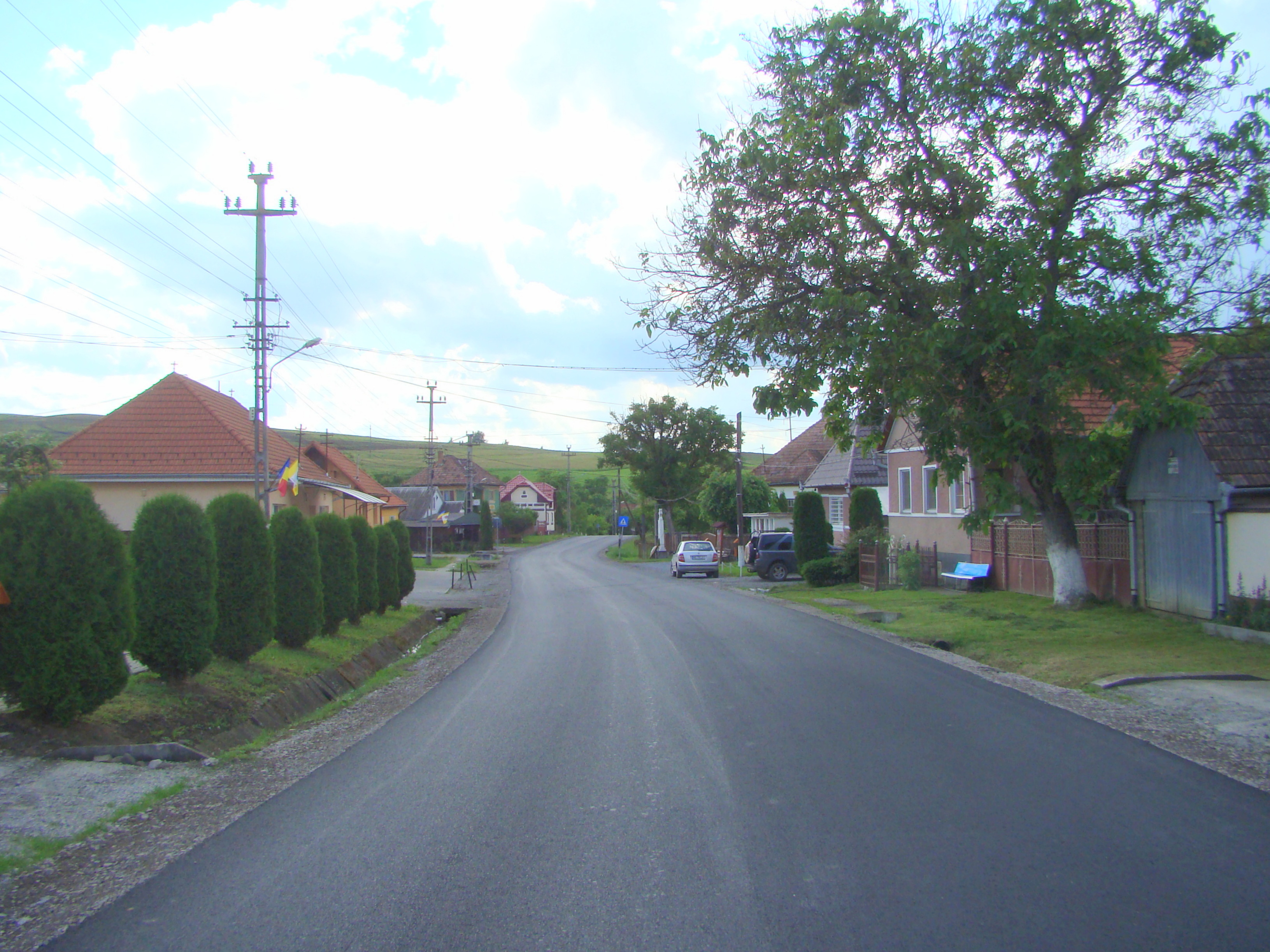
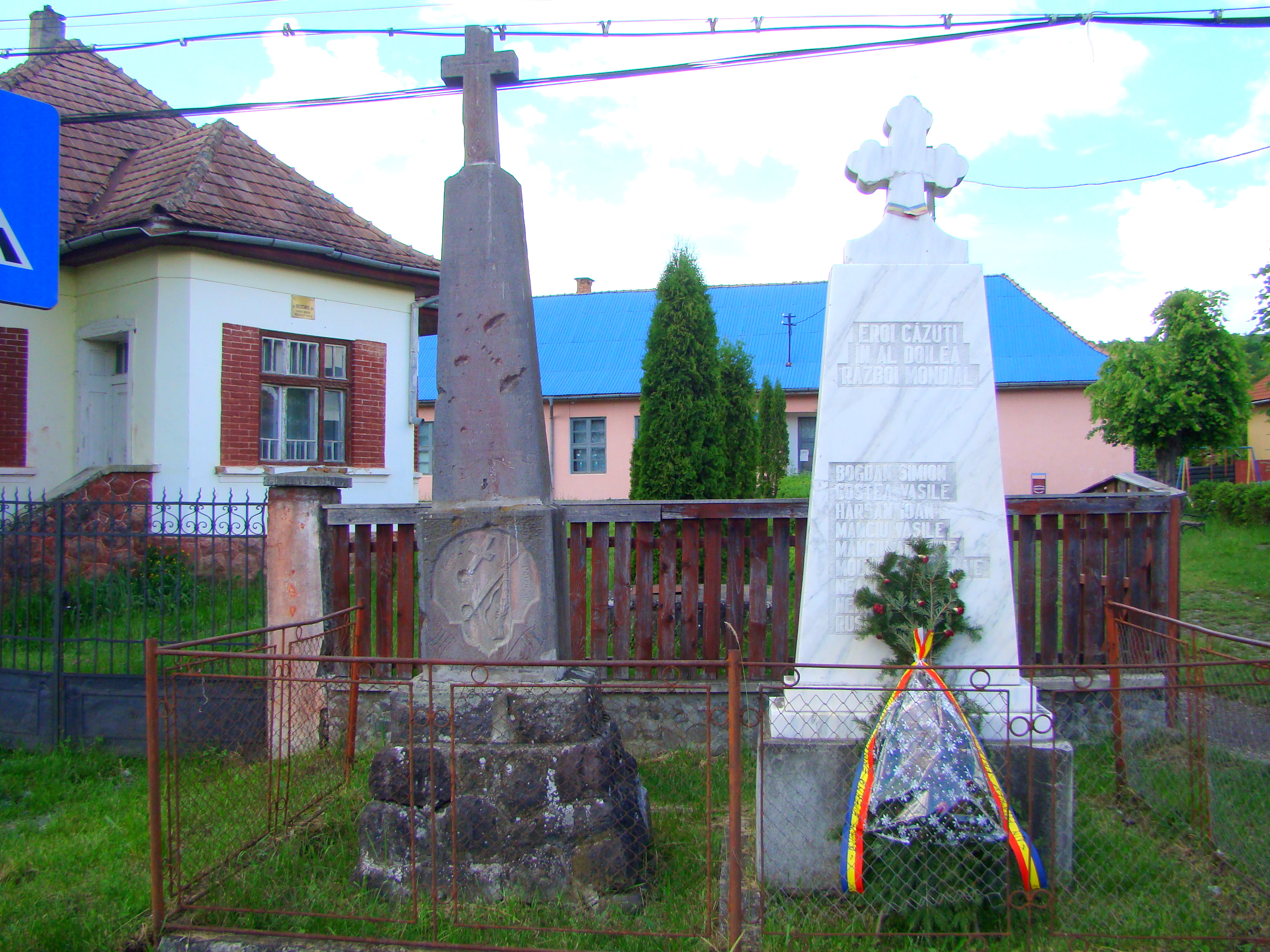
Monumentul eroilor
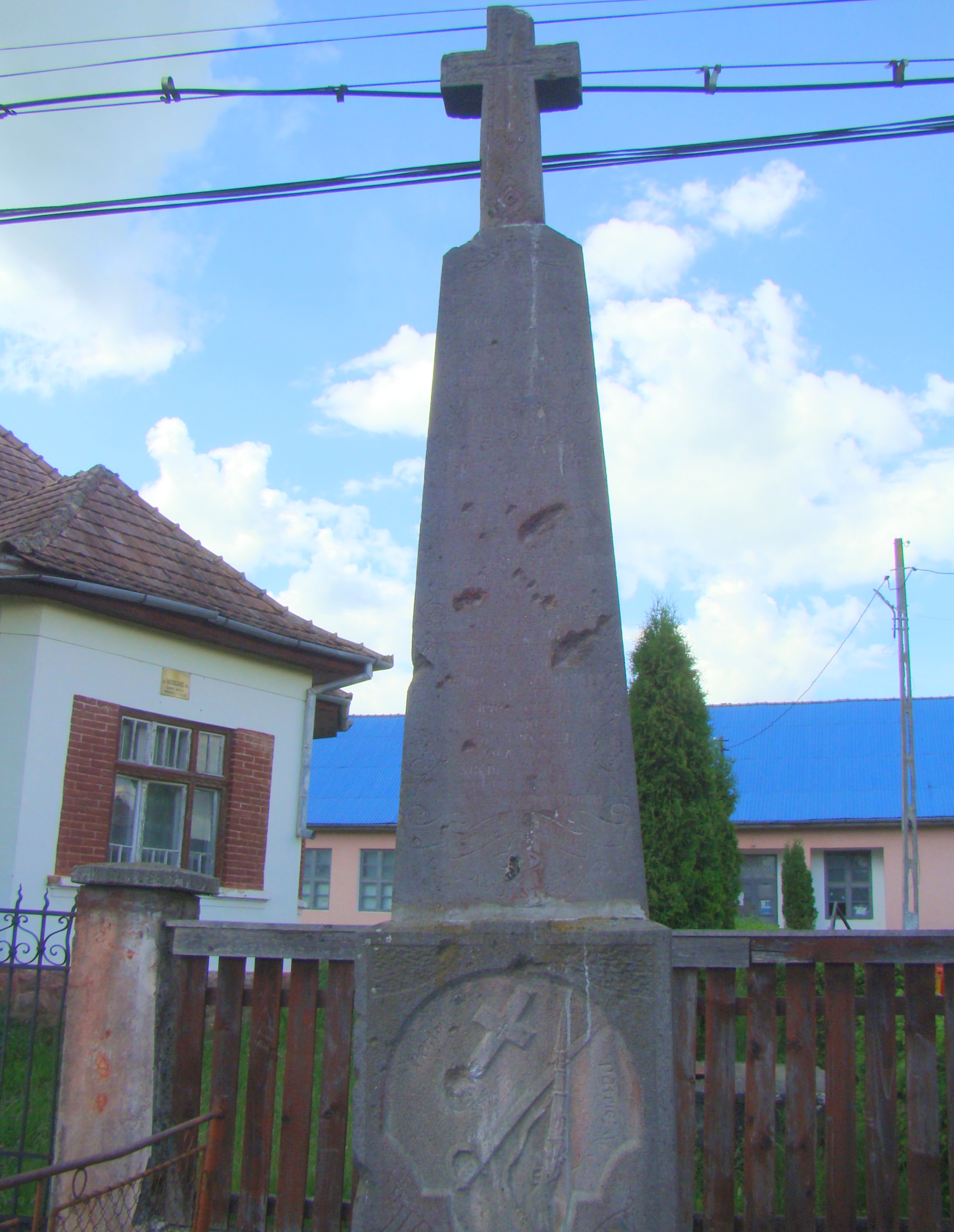
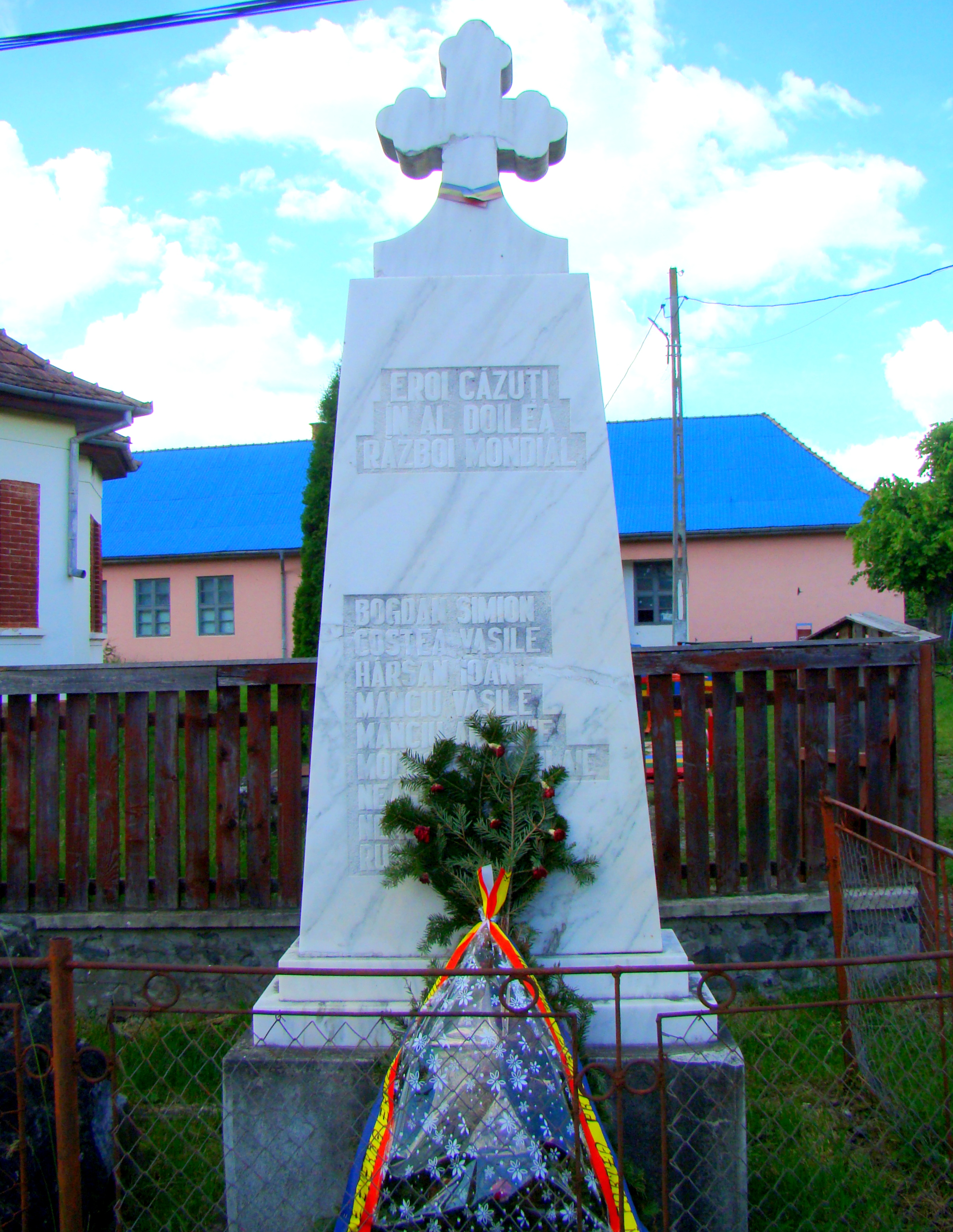
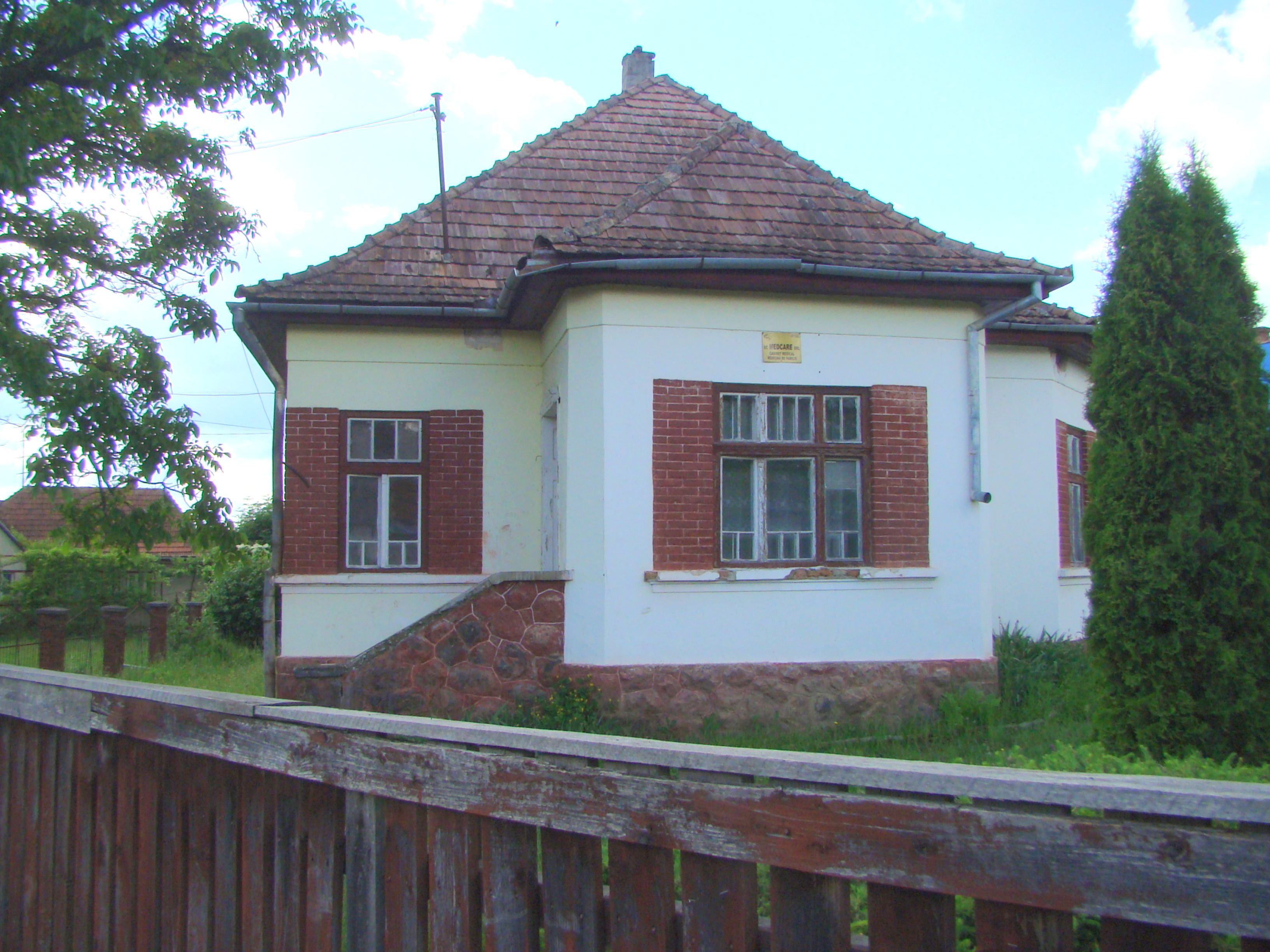
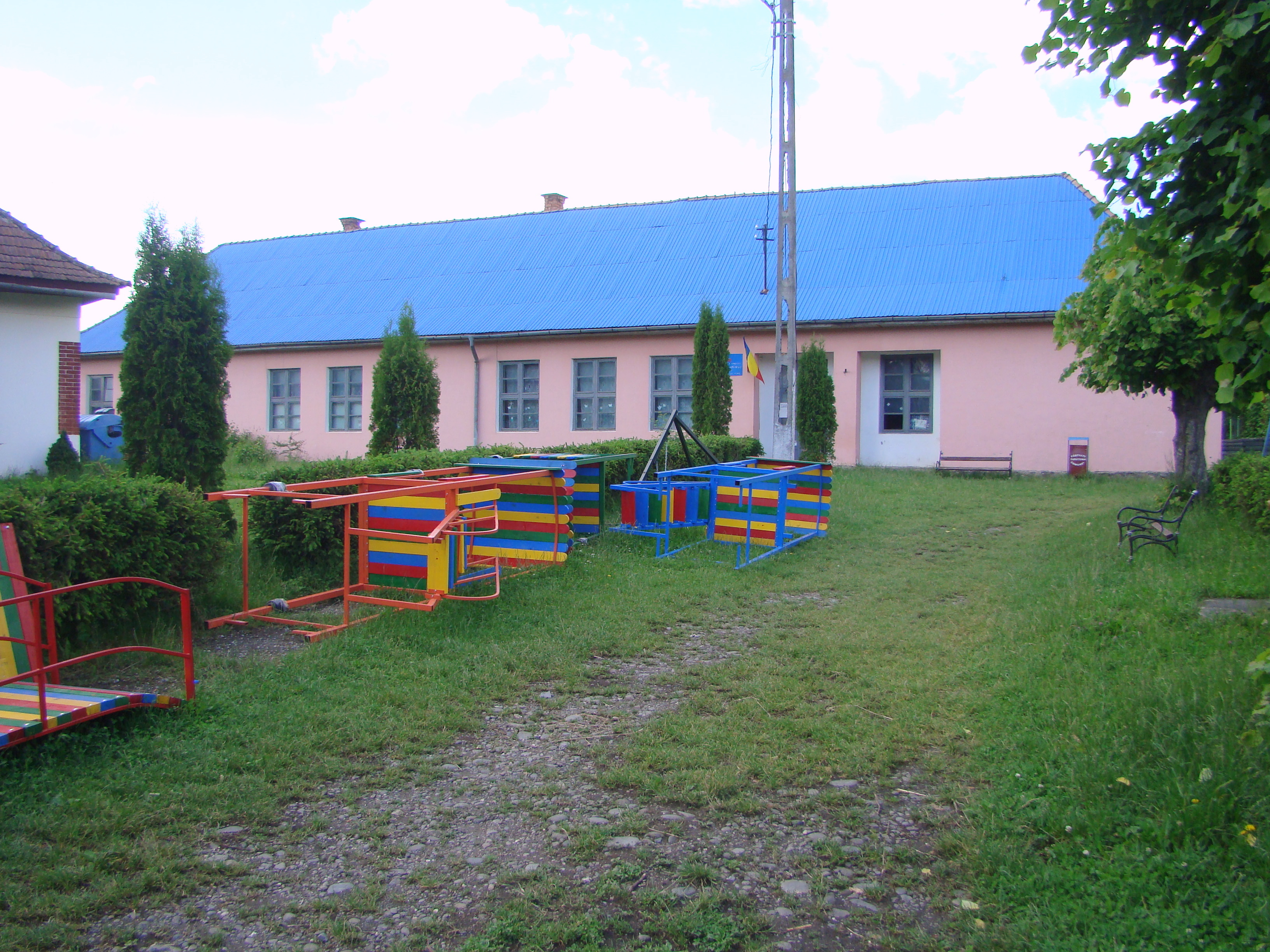
Grădinița cu Program Normal Chiheru de Sus
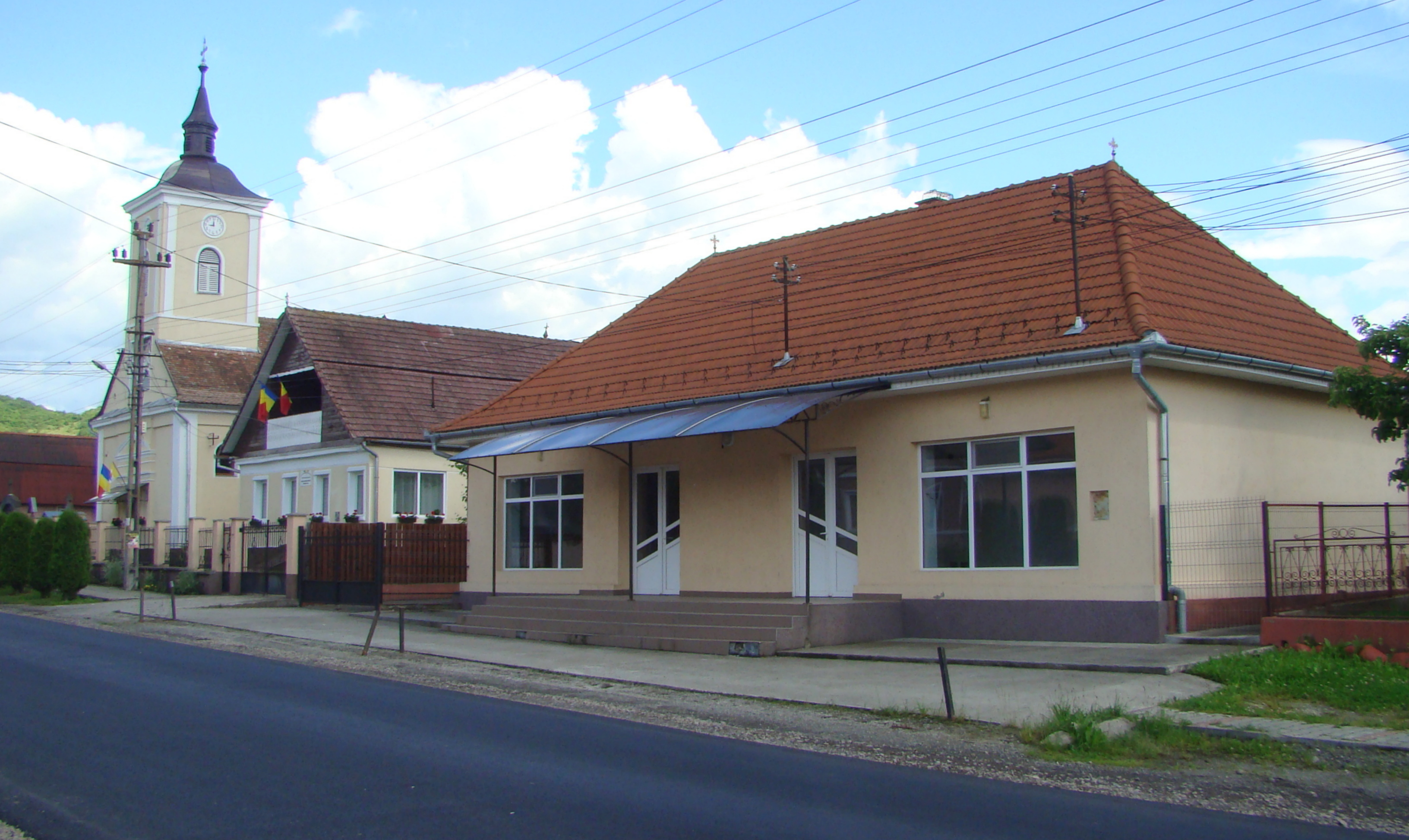
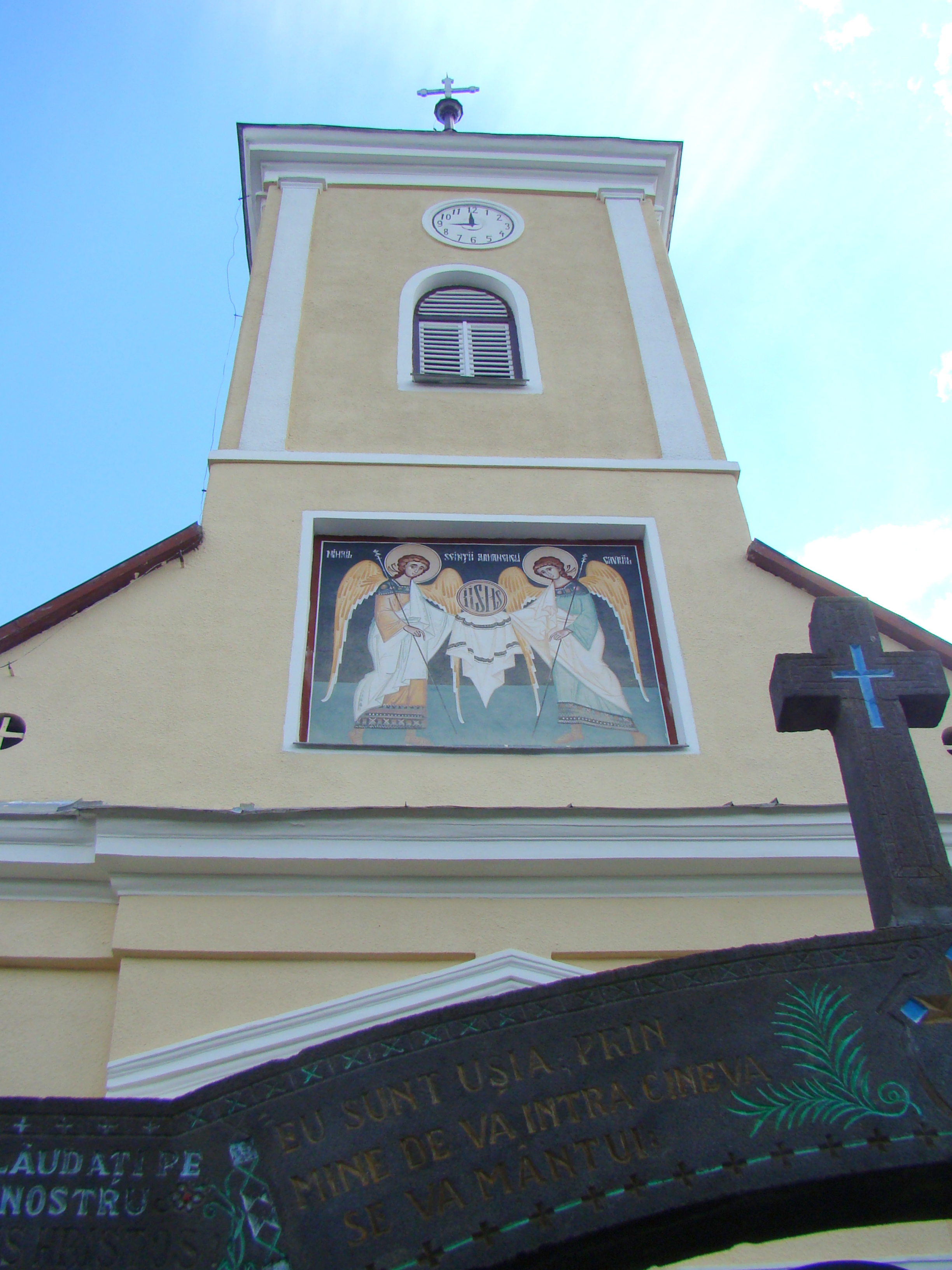
Turnul bisericii
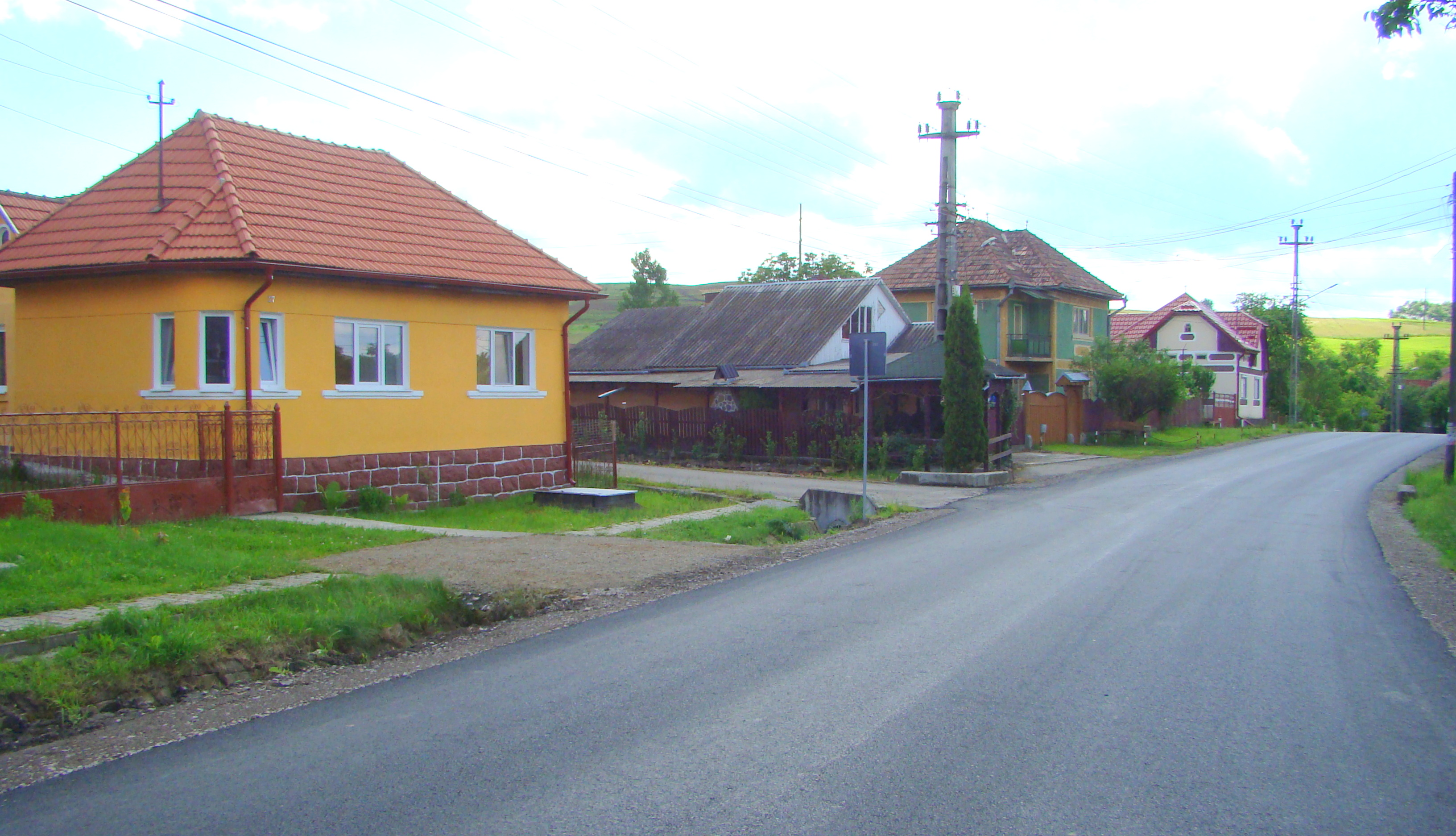